# Lorenzo Squizzi
Lorenzo Squizzi (ur. 20 czerwca 1974 w Domodossoli) – włoski piłkarz występujący na pozycji bramkarza.

## Kariera piłkarska
Lorenzo Squizzi jest wychowankiem Juventusu, w jego barwach rozegrał dwa spotkania w Serie A - po jednym w sezonach 1993/1994 oraz 1994/1995. W tym drugim jego zespół zdobył mistrzostwo Włoch. Potem jednak odszedł z klubu i grywał na nieco niższym poziomie, w Serie B i Serie C1. Był bramkarzem następujących drużyn: SPAL, Atletico Catania, Lucchese, Salernitana, Reggiana, Monza (skąd był wypożyczony do Ceseny i Catanii) oraz Perugia.
W 2005 roku Squizzi podpisał kontrakt z Chievo Werona, przez co powrócił po przeszło dziesięciu latach do Serie A. Z tą drużyną zaliczył później także epizod w Serie B, jednak już w kolejnym sezonie gracze z Werony powrócili do włoskiej ekstraklasy.

## Sukcesy

### Juventus
- Zwycięstwo
  - Serie A: 1994/1995